# Glyphoperidium
Glyphoperidium is een geslacht van zeeanemonen uit de familie van de Actiniidae.

## Soort
- Glyphoperidium bursa Roule, 1909